# Senogaster
Senogaster là một chi ruồi trong họ Syrphidae.